# Abacetus ater
Abacetus ater là một loài bọ chân chạy thuộc phân họ Pterostichinae. Loài này được W.J.Macleay mô tả lần đầu năm 1871 và là loài đặc hữu của Úc.